# Sovjetska Socijalistička Republika Abhazija
Socijalistička Sovjetska Republika Abhazija (ruski: Социалистическая Советская Республика Абхазия, akronim: SSRA) je bila jedna od kratkotrajnih republika Saveza Sovjetskih Socijalističkih Republika. SSR Abhazija zapravo nikad nije de jure postala punopravna sovjetska republika, nego je funkcionirala u nekoj vrsti unije s Gruzijskom SSR, koja je istovremeno bila dio Zakavkaske SFSR.

## Povijest
Povijest te republike u Središnjoj Aziji započela je u vrijeme građanskog rata, kad je Abhazija bila autonomna oblast u sklopu Demokratske Republike Gruzije. Nakon poraza Bijele garde i povlačenja antantinih snaga pred kraj rata, Crvena armija je od veljače do ožujka 1921. uspjela uspostaviti kontrolu nad Zakavkazjem. Jedinice Crvene armije su 4. ožujka 1921., uz pomoć lokalnih partizana zauzele grad Suhumi, i odmah osnovale Abhaški revolucionarni komitet (Revkom), i privremenu sovjetsku vladu, koja je 31. ožujka 1921. proglasila Socijalističku Sovjetsku Republiku Abhaziju.
Predstavnici Abhaške SSR su, 16. prosinca 1921., sklopili sporazum o uniji s Gruzijskom SSR, prenijevši na nju neke ovlasti (obrana, monetarna politika, vanjska politika). Po tom sporazumu je Abhazija imala status dogovorne republike (договорная республика), pa joj se često umjesto akronima SSR pisalo DSSR (čak je i na kartama toga vremena). Te dvije republike su se zajedno 12. ožujka 1922., pridružile Zakavkaske SFSR, a 30. prosinca 1922. Sovjetskom Savezu. SSR Abhazija je prestala postojati 19. veljače 1931. kad je pretvorena u novu političku tvorevinu nižeg ranga Abhašku Autonomnu Sovjetsku Socijalističku Republiku, ponovno u sklopu Gruzijske SSR. 
Ta mjera je izvršena u skladu s novim političkim smjerom Josifa Staljina, prema nacionalnom pitanju, da se sovjetske republike moraju osnivati prema njihovom nacionalnom sastavu. Po nekim povjesničarima to je bila ipak samo Staljinova osveta i kazna, dotadašnjem rukovoditelju Abhazije Nestoru Lakobi, koji nije uspio ostvariti tražene rezultate u kolektivizaciji.